# Taïmyr (brise-glace, 1909)
Pour les articles homonymes, voir Taïmyr.
Le Taïmyr (en russe : Таймыр) est un brise-glace à vapeur russe, puis soviétique, construit en 1909 au chantier naval Sredne-Nevski à Saint-Pétersbourg pour la marine impériale russe et nommé d’après la péninsule de Taïmyr. Le Taïmyr et son sister-ship le Vaïgatch ont été construits dans le but d’explorer en profondeur les zones inexplorées de la route maritime du Nord. Cette entreprise est connue sous le nom d’Expédition hydrographique de l’océan Arctique.

## Conception
Le Taïmyr avait un déplacement de 1359 tonnes, une longueur de 60 m, une largeur de 11,9, un tirant d'eau de 6,7 m. Il était doté d’un moteur à vapeur à triple expansion de 1200 ch, alimenté par deux chaudières cylindriques. Sa vitesse maximale était de 9 nœuds, sa vitesse de croisière économique de 7 nœuds. Son autonomie à vitesse économique était de 7700 milles marins.
Pendant la Première Guerre mondiale, il était armé de quatre canons de 75 mm, deux canons de 37 mm et deux mitrailleuses.

## Carrière
Le 29 octobre 1909, les deux navires quittèrent le port de Kronstadt pour naviguer, via le canal de Suez, l’océan Indien et l’Asie du Sud-Est, jusqu’à Vladivostok. Ils arrivent à Vladivostok au printemps 1910. Leur voyage de recherche commence à l’automne 1910, lorsqu’ils quittent le port de Vladivostok avec des scientifiques à bord. Les deux navires ont d’abord navigué vers la mer des Tchouktches et ont commencé leur exploration. Pendant les cinq années suivantes, les brise-glaces ont continué à sonder et à effectuer des relevés hydrographiques pendant le dégel. Avant le début de chaque hiver, lorsque les conditions de glace devenaient trop mauvaises, ils retournaient à Vladivostok à l’automne pour attendre le printemps. 
En 1911, les scientifiques et l’équipage des deux navires ont effectué le premier débarquement russe sur l’île Wrangel. C’était la première équipe de chercheurs sur l’île en trente ans. Un drapeau russe a été planté au cap Thomas par le chef de l’expédition, Boris Vilkitski, le commandant du Taïmyr. Dans le même temps, la carte de l’île, dressée antérieurement par les Américains, a été affinée.
Un des plus grands succès de l’expédition est la cartographie précise de la route maritime du Nord et la découverte de Severnaïa Zemlya en 1913. Vilkitsky plante le drapeau russe sur la terre de Nicolas II découverte par l’expédition, qui était encore confondue avec une masse continentale à l’époque. 
En 1914-1915, le Vaïgatch et le Taïmyr furent les premiers navires russes à traverser la route maritime du Nord, de Vladivostok à Arkhangelsk. Les deux brise-glaces ont essayé en vain de forcer le passage du Nord afin d’atteindre Archangelsk. Cependant, les conditions météorologiques et les glaces épaisses ne leur ont pas permis de traverser la mer de Kara. Ils s’y sont retrouvés coincés et ont été contraints de passer l’hiver dans la baie de Bukhta Dika, près des îles Firnley. Ils n’ont pu terminer leur voyage qu’en 1915. Au printemps 1915, ils parviennent enfin à Arkhangelsk, où ils furent accueillis par des acclamations. Le 1er octobre 1915, l’expédition est dissoute et l’équipage est réparti entre d’autres navires de guerre russes.
Le 19 février 1938, les brise-glaces Taïmyr et Murman ont pris la mer pour aller chercher les explorateurs de la première station polaire flottante au monde, pôle Nord-1. Première station scientifique de glace dérivante au monde, pôle Nord-1 a été établie le 21 mai 1937 à environ 20 kilomètres du pôle Nord par l’expédition dans les hautes latitudes Sever-1, dirigée par Otto Schmidt. NP-1 a fonctionné pendant neuf mois, au cours desquels la banquise a franchi 2850 kilomètres. Le Taïmyr et le Murman ont ramené les quatre explorateurs polaires de la station, qui sont immédiatement devenus célèbres en URSS et ont reçu le titre de héros de l'Union soviétique.
Le navire a été désarmé au début des années 1950.

## Postérité
Un brise-glace à propulsion nucléaire soviétique a été nommé Taïmyr en 1988, ainsi qu’une classe de brise-glaces fluviaux à propulsion nucléaire.
La baie de Taïwan, en mer des Laptev, dans l’île Maly Taïmyr, a été nommée d’après la première syllabe du nom des brise-glaces Taïmyr et Vaïgaych, dont les équipages ont découvert l’île de Maly Taïmyr en 1913.
En 1938, en souvenir de la première station dérivante de glaces soviétique, SP-1 est représenté sur une série de timbres-poste de l’URSS. En 2013, la poste russe a émis un bloc-feuillet consacré au 100e anniversaire de la découverte de l’archipel de Severnaïa Zemlya, avec l’image des brise-glaces Vaïgatch et Taïmyr.